# Wings
Wings (också känd som Paul McCartney and Wings, Suzy and the Red Stripes och The Country Hams) var en brittisk-amerikansk pop-rockgrupp. Den bildades 1971 av Paul McCartney tillsammans med bland andra hustrun Linda McCartney och före detta Moody Blues-gitarristen och sångaren Denny Laine. 

## Historik
Övriga medlemmar lämnade snart bandet, som då blev en trio, innan nya medlemmar hittades. På mindre än ett decennium hade Wings tre olika gitarrister och fyra olika trummisar. Bandets mest framgångsrika album är Band on the Run. Wings hade 12 topp-10 singlar (varav en låg som nummer 1 på listorna) i Storbritannien och 14 topp-10 singlar (varav 6 nummer ett) i USA. Samtliga 23 singlar, krediterade the Wings, nådde US Top 40. Samtliga 9 album utgivna av the Wings hamnade bland topp-10 på albumlistorna antingen i Storbritannien eller USA. 
Fem Wings-album nådde helt till toppen på listorna i USA. 1977 klättrade Wings-singlen "Mull of Kintyre" till toppen på UK Singles Chart. Singeln utgavs strax innan jul och blev nummer 1 på "UK Singles Chart Christmas" och sålde över 2 miljoner exemplar. The Wings gjorde också titellåten till James Bond-filmen Leva och låta dö. Wings upplöstes 1980.

## Medlemmar genom tiderna
| - Paul McCartney: sång, basgitarr, piano, gitarr - Linda McCartney: sång, keyboard - Denny Laine: sång, gitarr - Denny Seiwell: trummor                                | - Paul McCartney: sång, basgitarr, piano - Linda McCartney: sång, keyboard - Denny Laine: sång, gitarr - Denny Seiwell: trummor - Henry McCullough: sång, gitarr    | - Paul McCartney: sång, basgitarr, piano, gitarr, trummor - Linda McCartney: sång, keyboard - Denny Laine: sång, gitarr |  |  |
| 1974–1975 | 1975–1977 | 1977–1978 |  |  |
| - Paul McCartney: sång, basgitarr, piano - Linda McCartney: sång, keyboard - Denny Laine: sång, gitarr - Jimmy McCulloch: sång, gitarr - Geoff Britton: trummor        | - Paul McCartney: sång, basgitarr, piano - Linda McCartney: sång, keyboard - Denny Laine: sång, gitarr - Jimmy McCulloch: sång, gitarr - Joe English: sång, trummor | - Paul McCartney: sång, basgitarr, piano, gitarr, trummor - Linda McCartney: sång, keyboard - Denny Laine: sång, gitarr |  |  |
| 1978–1980 | | |  |  |
| - Paul McCartney: sång, basgitarr, piano, keyboard - Linda McCartney: sång, keyboard - Denny Laine: sång, gitarr - Laurence Juber: sång, gitarr - Steve Holly: trummor | | |  |  |

## Diskografi

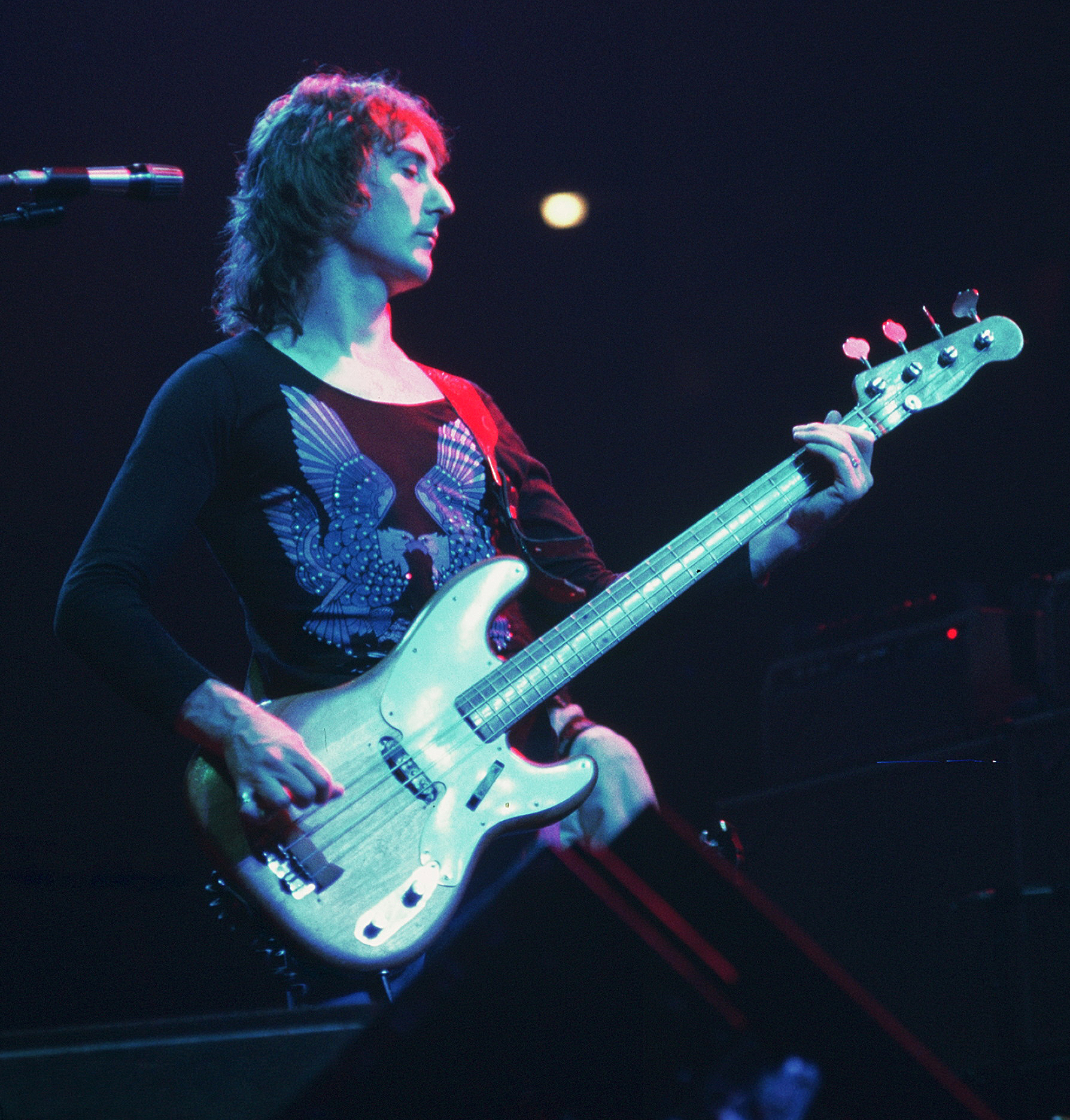
Denny Laine 1976.

### Studioalbum
- 1971 – Wild Life
- 1973 – Red Rose Speedway
- 1973 – Band on the Run
- 1975 – Venus and Mars
- 1976 – Wings at the Speed of Sound
- 1978 – London Town
- 1979 – Back to the Egg

### Samlingsalbum
- 2001 – Wingspan: Hits and History

### Livealbum
- 1976 – Wings over America

### Studiolivealbum
- 2024 – One Hand Clapping

### Brittiska singlar
- "Give Ireland back to the Irish" (McCartney/McCartney) / "Give Ireland back to the Irish" (instrumental) (McCartney/McCartney) (1972)
- "Hi Hi Hi" (McCartney/McCartney) / "C Moon" (McCartney/McCartney) (1972)
- "Mary Had a Little Lamb" (McCartney/McCartney) / "Little Woman Love" (McCartney/McCartney) (1972)
- "My Love" (McCartney/McCartney) / "The Mess" (live) (McCartney/McCartney) (1973)
- "Live and Let Die" (McCartney/McCartney) / "I Lie Around" (McCartney/McCartney) (1973)
- "Helen Wheels" (McCartney) / "Country Dreamer" (McCartney) (1973)
- "Jet" (McCartney) / "Let Me Roll It" (McCartney) (1974)
- "Band on the Run" (McCartney) / "Zoo Gang" (McCartney) (1974)
- "Junior's Farm" (McCartney) / "Sally G" (McCartney) (1974)
- "Walking in the Park with Eloise" (James McCartney) / "Bridge over the River Suite" (McCartney) (1974) - A-sidan skriven av Pauls far James och inspelad tillsammans med Chet Atkins och Floyd Cramer. Singeln gavs ut under namnet The Country Hams
- "Listen to what the Man Said" (McCartney) / "Love in Song" (McCartney) (1975)
- "Letting Go" (McCartney) / "You Gave Me the Answer" (McCartney) (1975)
- "Venus and Mars/Rock Show" (McCartney) / "Magneto and Titanium Man" (McCartney) (1975)
- "Silly Love Songs" (McCartney) / "Cook of the House" (McCartney) (1976)
- "Let 'Em In" (McCartney) / "Beware My Love" (McCartney) (1976)
- "Maybe I'm Amazed" (live) (McCartney) / "Soily" (live) (McCartney) (1977)
- "Seaside Woman" (Linda McCartney) / "B-side to Seaside" (McCartney/McCartney) (1977) - Singeln gavs ut under namnet Suzy & the Red Stripes
- "Mull of Kintyre" (McCartney/Laine) / "Girl's School" (McCartney) (1977)
- "With a Little Luck" (McCartney) / "Backwards Traveller/Cuff Link" (McCartney) (1978)
- "I've Had Enough" (McCartney) / "Deliver Your Children" (McCartney/Laine) (1978)
- "London Town" (McCartney/Laine) / "Name and Address" (McCartney) (1978)
- "Goodnight Tonight" (McCartney) / "Daytime Nightime Suffering" (McCartney) (1979)
- "Old Siam, Sir" (McCartney) / "Spin It On" (McCartney) (1979)
- "Getting Closer" (McCartney) / "Baby's Request" (McCartney) (1979)

En handfull Wings-låtar har även dykt upp som B-sidor på solosinglar av Paul McCartney. "Rudolph the Red-Nosed Reggae" står att återfinna på "Wonderful Christmastime" (1979), "Lunchbox/Odd Sox" på "Coming Up" (1980), "My Carnival" på "Spies Like Us" (1985), samt "Same Time Next Year" och "Mama's Little Girl" på "Put It There" (1990).
Tre Wings-låtar av Denny Laine ("I Would Only Smile", "Send Me the Heart" (McCartney/Laine) samt "Weep for Love") gavs 1980 ut på hans soloalbum Japanese Tears.
1982 gav Laurence Juber ut en av låtarna som spelades in medan han var medlem i Wings ("Maisie") på en soloskiva.
Dessutom är flera spår på Linda McCartneys soloalbum Wide Prairie inspelade som Wings-låtar, nämligen "Oriental Nightfish", "New Orleans", "Wide Prairie", "I Got Up" samt ovannämnda "Seaside Woman", "B-side to Seaside" och "Cook of the House".